# Suski Młynek
Suski Młynek (prononciation : [ˈbʐɛɕt͡sɛ]) est un village polonais de la gmina de Białobrzegi dans le powiat de Białobrzegi de la voïvodie de Mazovie dans le centre-est de la Pologne.
Il se situe à environ 5 kilomètres au sud de Białobrzegi (siège de la gmina et du powiat) et à 68 kilomètres au sud de Varsovie (capitale de la Pologne).

## Histoire
De 1975 à 1998, le village appartenait administrativement à la voïvodie de Radom.